# Ronde van Lombardije 2000
De Ronde van Lombardije 2000 was de 94e editie van deze eendaagse Italiaanse wielerwedstrijd, en werd verreden op zaterdag 21 oktober 2000. Het parcours leidde van Varese en naar Bergamo en ging over een afstand van 258 kilometer. 
De Litouwer Raimondas Rumšas won de sprint. Hij was de eerste Litouwse winnaar van een wielermonument.
Deze wedstrijd was de tiende en laatste manche van de wereldbeker . De wereldbeker werd gewonnen door de afgestapte Duitser Erik Zabel

## Uitslag
| Ronde van Lombardije 2000 |                      |                   |          |
| Plaats                    | Naam                 | Ploeg             | Tijd     |
| Winnaar                   | Raimondas Rumšas     | Fassa Bortolo     | 6u18'36" |
| 2                         | Francesco Casagrande | Vini Caldirola    | z.t.     |
| 3                         | Niklas Axelsson      | Panaria-Gaerne    | + 0'04"  |
| 4                         | Beat Zberg           | Rabobank          | + 0'07"  |
| 5                         | Michele Bartoli      | Mapei - Quickstep | z.t.     |
| 6                         | Davide Rebellin      | Liquigas          | z.t.     |
| 7                         | Wladimir Belli       | Fassa Bortolo     | + 0'22"  |
| 8                         | Massimo Codol        | Lampre            | + 2'11"  |
| 9                         | Gorazd Štangelj      | Liquigas          | + 2'57"  |
| 10                        | Paolo Bettini        | Mapei - Quickstep | + 3'35"  |
|                           |                      |                   |          |
| 16                        | Michael Boogerd      | Rabobank          | + 3'35"  |
| 17                        | Andrei Tchmil        | Lotto - Adecco    | + 3'35"  |

1905 · 1906 · 1907 · 1908 · 1909 · 1910 · 1911 · 1912 · 1913 · 1914 · 1915 · 1916 · 1917 · 1918 · 1919 · 1920 · 1921 · 1922 · 1923 · 1924 · 1925 · 1926 · 1927 · 1928 · 1929 · 1930 · 1931 · 1932 · 1933 · 1934 · 1935 · 1936 · 1937 · 1938 · 1939 · 1940 · 1941 · 1942 · 1943 · 1944 · 1945 · 1946 · 1947 · 1948 · 1949 · 1950 · 1951 · 1952 · 1953 · 1954 · 1955 · 1956 · 1957 · 1958 · 1959 · 1960 · 1961 · 1962 · 1963 · 1964 · 1965 · 1966 · 1967 · 1968 · 1969 · 1970 · 1971 · 1972 · 1973 · 1974 · 1975 · 1976 · 1977 · 1978 · 1979 · 1980 · 1981 · 1982 · 1983 · 1984 · 1985 · 1986 · 1987 · 1988 · 1989 · 1990 · 1991 · 1992 · 1993 · 1994 · 1995 · 1996 · 1997 · 1998 · 1999 · 2000 · 2001 · 2002 · 2003 · 2004 · 2005 · 2006 · 2007 · 2008 · 2009 · 2010 · 2011 · 2012 · 2013 · 2014 · 2015 · 2016 · 2017 · 2018 · 2019 · 2020 · 2021 · 2022 · 2023 · 2024 · 2025